# Robert Cormier
Robert Cormier, född 17 januari 1925 i Leominster, död 2 november 2000, var en amerikansk journalist och författare som har skrivit romaner för ungdomar och vuxna. Han bodde i Massachusetts. I Sverige är han främst känd för sina ungdomsromaner, som behandlar människans grymhet.

## Böcker översatta till svenska
- Busskapningen, 1981 (After the first death)
- Humlan flyger, 1986 (The bumble-bee flies anyway)
- Chokladkriget, 1987 (The chocolate war)
- Efter chokladkriget, 1988 (Beyond the chocolate war)
- Och katten tog en mus, 1989 (I am the cheese)
- Bleknaren, 1990 (Fade)
- Min första bästa vän, 1992 (Other bells for us to ring)
- Vandaliseringen, 1993 (We all fall down)
- Utpressaren, 1994 (Tunes for bears to dance to)
- Terror i natten, 1998 (In the middle of the night)
- Anklagad, 2004 (The rag and bone shop)

## Priser och utmärkelser
- Margaret A. Edwards Award 1991
- Phoenix Award 1997